# Red Blue World
Red Blue World е официалният фен-клуб на ЦСКА Москва. Основан е през декември 1987 година под името КЛС.

## История
Първият организиран фенклуб на московските армейци е създаден през 1987 г. под името КЛС, а негов първи председател е дългогодишният спортен лекар Олег Белаковский.
В КЛС членуват около 17 000 души, 2500 от които не живеят в Москва От 2003 КЛС е не само фен-клуб, а и организация, помагаща на феновете на отбора, организира срещи с футболистите и ръководството, организира конкурси и спортни турнири. Членовете на клуба получават отстъпка при закупуването на билети и абонаментни карти. Сред лидерите на сдружението е Дмитрий Бугров, по-известен като Дима Лисий. Той е автор на някои от най-популярните фен-песни на „армейците“, най-известни от които са „Бомба“ и „Это Гинер все купил“
Девизът на КЛС е: „Вярваме, че заедно можем да направим нашия Клуб още по-силен!“ („Верим, что вместе мы сможем сделать наш Клуб еще сильнее!“)
През 2018 г. клубът приема името Red Blue World.